# دوزن‌لی (شاوشات)
دوزن‌لی (به ترکی استانبولی: Düzenli) یک منطقهٔ مسکونی در ترکیه است که در شاوشات واقع شده‌است. دوزن‌لی ۱۵۵ نفر جمعیت دارد.